# 岩井正
岩井 正（いわい ただし、1944年11月8日 - ）は、元NHKアナウンサー。元放送総局アナウンス室長。

## 経歴
東京大学文学部卒業後、1968年入局。アナウンス室チーフアナウンサー、アナウンス室副部長、編成局アナウンス室エグゼクティブアナウンサー、放送総局アナウンス室次長、甲府放送局長を経て2000年放送総局アナウンス室長。2002年日本語センター長。日本語センター専門委員。

## 担当番組
- あすの市民（中学校３年社会科）1980年
- NHKニュース（正午）土日 1983年4月〜1985年3月、平日 1985年4月〜6月
- ことば力アップ